# 테런스 맥스위니

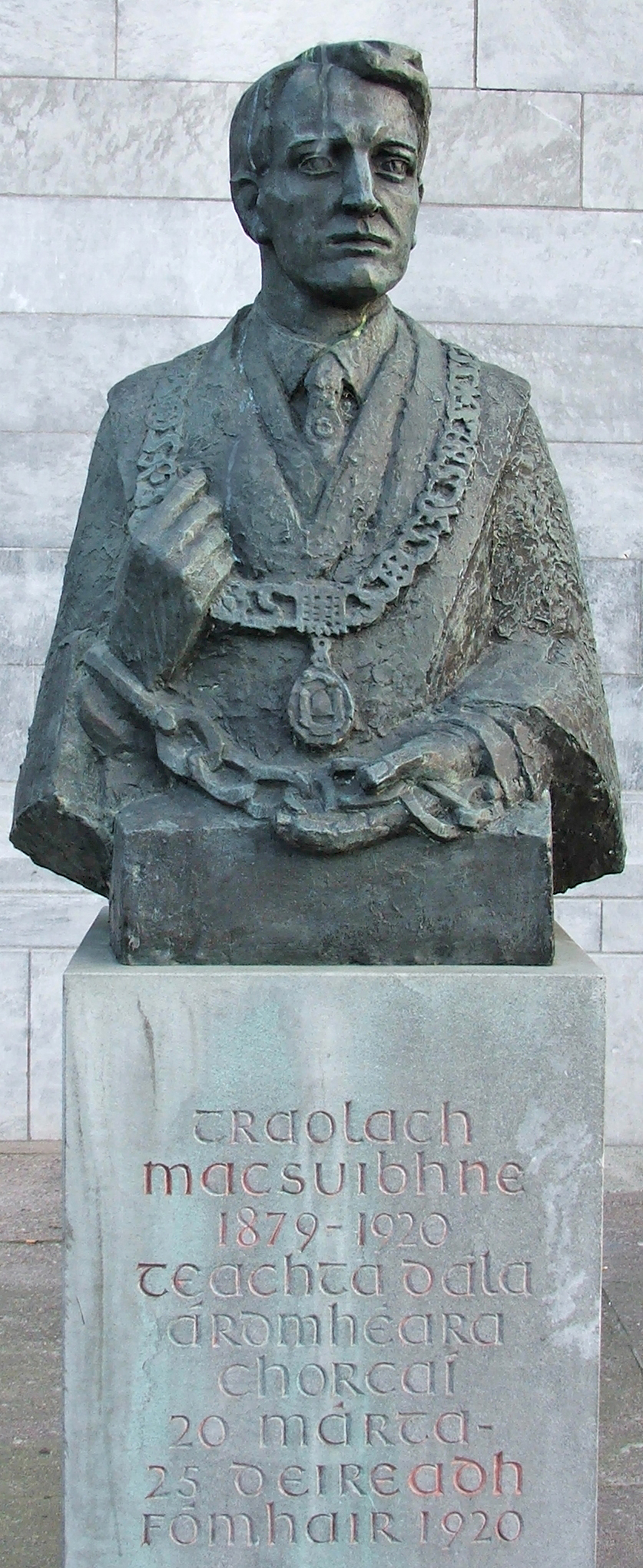
맥스위니 흉상.

테런스 제임스 맥스위니(영어: Terence James MacSwiney, 아일랜드어: Toirdhealbhach Mac Suibhne, 1879년 3월 28일 ~ 1920년 10월 25일)는 아일랜드의 극작가, 독립운동가이다. 1920년 아일랜드 독립전쟁 당시 신페인당의 코크 시의회 의장으로 뽑혔다. 이후 소요죄로 영국에 체포되어 잉글랜드의 브릭스턴 교도소에 수감되었고, 아일랜드의 독립운동을 국제사회에 알리기 위해 단식투쟁을 감행하여 단식 74일차에 아사했다.